# Organismi di investimento collettivo del risparmio
Gli organismi di investimento collettivo del risparmio (OICR), in Italia, sono organismi con forma giuridica variabile che investono in strumenti finanziari o altre attività somme di denaro raccolte tra il pubblico di risparmiatori, operando secondo il principio della ripartizione dei rischi.

## L'attività
L'attività della gestione collettiva del risparmio è un servizio che si realizza attraverso:
- la promozione, istituzione e organizzazione di fondi comuni d'investimento e l'amministrazione dei rapporti con i partecipanti;
- la gestione del patrimonio di OICR, di propria o altrui istituzione, mediante l'investimento avente ad oggetto strumenti finanziari, crediti, o altri beni mobili o immobili.

## Gli enti
Gli organismi di investimento collettivo del risparmio sono:
- fondi comuni di investimento;
- le società di investimento, suddivise in SICAV, a capitale variabile, e SICAF, a capitale fisso.

Tra i due vi è una profonda differenza: nei primi - che sono gestiti dalle SGR - gli investitori non sono soci ed i loro investimenti costituiscono un patrimonio autonomo e nettamente distaccato dal patrimonio sociale, ricevendo quote di partecipazione al fondo e mai azioni della società. Nelle SICAF e SICAV, gli investitori al contrario divengono soci e sottoscrivono azioni direttamente emesse dalla società, senza distinzione di patrimoni.

## Riferimenti normativi
- Art. 1 comma 2 della direttiva 2009/65/CE del Parlamento europeo e del Consiglio, del 13 luglio 2009 , concernente il coordinamento delle disposizioni legislative, regolamentari e amministrative in materia di taluni organismi d’investimento collettivo in valori mobiliari (OICVM) (Testo rilevante ai fini del SEE)